# 트로이 사람들
트로이 사람들(Les Troyens)은 엑토르 베를리오즈가 작곡한 5막의 그랜드 오페라이다. 베르길리우스의 서사시, 아이네이스를 기초로 작곡가가 직접 프랑스어 대본을 작성하였다.

## 등장인물
| 배역                    | 설명                                                                 | 성악 부분       |
| ----------------------- | -------------------------------------------------------------------- | --------------- |
| 프리아모스              | 트로이의 왕, 헥토르, 파리스, 헬레누스, 카산드라, 폴리크세네의 아버지 | 베이스          |
| 에쿠브 (헤카베)         | 트로이의 왕비                                                        | 메조소프라노    |
| 카산드르 (카산드라)     | 트로이의 예지자, 프리아모스 왕의 딸                                  | 메조소프라노    |
| 코레브 (코로에브스)     | 아시아 출신의 젊은 왕자, 카산드라의 약혼자                           | 바리톤          |
| 엑토르(헥토르)의 유령   | 트로이 영웅, 프리아모스 왕의 아들                                    | 테너            |
| 엘렌 (헬레누스)         | 트로이인 사제, 프리아모스의 아들                                     | 테너            |
| 폴리세느 (폴리크세네)   | 카산드라의 자매                                                      | 소프라노        |
| 안드로마크 (안드로마케) | 헥토르의 미망인                                                      | 묵음            |
| 아스티아낙스            | 그의 아들                                                            | 묵음            |
| 에네 (아이네이아스)     | 트로이 영웅 - 아프로디테와 안키세스의 아들                           | 테너            |
| 팡테 (판토우스)         | 트로이인 사제 - 아이네이아스의 친구                                  | 베이스          |
| Ascagne (아스카니오스)  | 아이네이아스의 아들                                                  | 소프라노        |
| Sinon                   | 그리스 스파이                                                        | 테너            |
| 두명의 트로이 병사들    |                                                                      | 베이스 가수 2명 |
| 그리스인 장군           |                                                                      | 베이스          |
| 메르쿠르 (헤르메스)     | 전령의 신                                                            | 베이스          |
| 플루톤의 사제           |                                                                      | 베이스          |
| 디돈 (디도)             | 카르타고의 여왕 - 티레의 왕자인 쉬카이오스의 미망인                  | 메조소프라노    |
| 안나                    | 디도의 여동생                                                        | 콘트랄토        |
| Narbal                  | 디도의 수상                                                          | 베이스          |
| Iopas                   | 디도의 궁정의 티레인 시인                                            | 테너            |
| 아일라스 (힐라스)       | 젊은 페네키아 선원                                                   | 테너            |

## 줄거리

### 1막
- 트로이 평야의 버려진 그리스군 진영지

### 2막
- 1장: 에네의 궁전 안 방
- 2장: 프라이모스 왕의 궁전 안 방

### 3막
- 카르타고, 디돈 여왕이 궁전 안 회랑

### 4막
- 1장: 아프리카 숲속
- 2장: 해안가에 위치한 디돈의 정원

### 5막
- 1장: 해안가
- 2장: 디돈 궁전의 방
- 3장: 해안가의 정원

### 음악 듣기
- MP3 Creative Commons Recording